# Сак Сутсакан
Сак Сутсакан (кхмер. សក់ ស៊ុតសាខន; 8 февраля 1928 — 29 апреля 1994) — камбоджийский военный и антикоммунистический политик. В конце 1950-х — министр обороны в правительстве Сианука. Командующий вооружёнными силами Кхмерской Республики в период гражданской войны первой половины 1970-х. В апреле 1975 года — председатель Верховного комитета, фактически — последний глава Кхмерской Республики. При режиме «Красных кхмеров» эмигрировал и основал антикоммунистическое движение Белые кхмеры. В 1980-х активно участвовал в вооружённой борьбе против вьетнамской оккупации и провьетнамского режима. Командовал Вооружёнными силами национального освобождения кхмерского народа. После восстановления Королевства Камбоджа возглавлял Либерально-демократическую партию, был военным советником короля и правительства.

## На королевской службе
Родился в семье кхмерской зажиточной интеллигенции. Был двоюродным братом Нуон Чеа (будущий второй человек при режиме Пол Пота). В 1942, в 14-летнем возрасте, вступил в камбоджийское ополчение, созданное японской оккупационной администрацией. В независимой Камбодже окончил Королевскую военную академию, учился в Военную школу в Париже.
Вернувшись в Камбоджу, Сак Сутсакан получил офицерскую должность в королевских вооружённых силах. Состоял в партии Сангкум Нородома Сианука. В 1957 году был назначен в правительстве Сианука министром обороны. Являлся самым молодым — 29 лет — министром обороны в мире.

## В гражданской войне
По политическим взглядам Сак Сутсакан был правым антикоммунистом. В 1970 году он поддержал государственный переворот генерала Лон Нола. Продолжал военную службу Кхмерской Республике, занимал пост министра обороны и начальника генштаба, командовал спецназом ФАНК. Наблюдатели отмечали компетентность Сак Сутсакана как военного профессионала и его жёсткую борьбу с коррупцией. Сак Сутсакан считался одним из самых способных военачальников Лон Нола. Имел звание генерал-лейтенанта.
Сак Сутсакан активно участвовал в камбоджийской гражданской войне на стороне правых проамериканских сил. Подчинённые ему войска вели бои против Красных кхмеров до середины апреля 1975 года. После того, как Лон Нол и Саукам Хой покинули Камбоджу, 12 апреля 1975 Сак Сутсакан возглавил Верховный комитет — последний орган управления Кхмерской Республики — и таким образом стал фактическим главой государства. Только 17 апреля, когда «Красные кхмеры» вступили в Пномпень, Сак Сутсакан оставил столицу. Он сумел выехать из Камбоджи и перебрался в США.

## Повстанческий командир
В эмиграции Сак Сутсакан объявил о создании антикоммунистического движения Белые кхмеры, противостоящего тоталитарному режиму Демократической Кампучии. В 1980 году он опубликовал военные мемуары The Khmer Republic at War and the Final Collapse — Кхмерская Республика в войне и финальный коллапс. Однако активную деятельность в Камбодже он смог возобновить только после того, как в январе 1979 года полпотовский режим был свергнут вьетнамской интервенцией. Антикоммунист Сак Сутсакан не признал и новый режим НРК, возглавляемый Хенг Самрином и ориентированный на СРВ и СССР.
9 октября 1979 камбоджийские антикоммунистические эмигранты во главе с экс-премьером Сон Санном создали Национальный фронт освобождения кхмерского народа (KPNLF). Генерал Дьен Дель, весной 1975 вместе с Сак Сутсаканом командовавший обороной Пномпеня, возглавил военное крыло организации — Вооружённые силы национального освобождения кхмерского народа (KPNLAF). Отряды KPNLAF базировались в лагерях камбоджийских беженцев на территории Таиланда и в труднодоступных районах запада и северо-запада Камбоджи. Первоначально они занимались в основном охраной этих лагерей. Но уже с 1980 начались атаки против правительственных сил НРК и вьетнамского экспедиционного корпуса.
В 1981 году Сак Сутсакан прибыл в расположение KPNLAF и принял на себя главнокомандование повстанческими формированиями. Дьен Дель занял пост начальника штаба, его заместителем и куратором политической подготовки стал республиканский активист чамского происхождения Абдул Гаффар Пеанг-Мет.
В июне 1982 было создано Коалиционное правительство Демократической Кампучии (CGDK). В него вошли три силы, ведущие борьбу против НРК и СРВ: Партия Демократической Кампучии (бывшие коммунисты-полпотовцы), ФУНСИНПЕК (монархисты-сиануковцы) и KPNLF (сонсанновские национал-либералы). Вскоре было проведено совещание командующих вооружёнными формированиями коалиции. Сак Сутсакан (KPNLAF), Сон Сен (Национальная армия Демократической Кампучии «Красных кхмеров») и Нородом Ранарит (Национальная армия сианукистов) договорились о координации действий и объединении военных усилий. Таким образом, недавние злейшие враги «Красные кхмеры» превратились в военных союзников Сак Сутсакана.

На самом деле там никто не доверял никому... На публику говорилось о партнерстве, но реально между нами и полпотовцами не было сотрудничества. Признаю, в 1988 году я предлагал генералу Сак Сутсакану план атаки на красных кхмеров. Потому что был уверен в скором урегулировании и считал нужным показать силу KPNLAF.

Гаффар Пеанг-Мет

Вьетнамский экспедиционный корпус обладал подавляющим превосходством над формированиями CGDK. Массированное наступление вьетнамцев в 1984—1985 нанесло большие потери KPNLAF. Были оставлены штабные лагеря и ряд укреплённых районов. В конце 1985 полевые командиры во главе с Сак Сутсаканом предъявили претензии Сон Санну как политическому лидеру. Его обвинили в авторитарном стиле руководства, отказе атаковать вьетнамцев в координации с сиануковцами и некомпетентном вмешательстве в военные вопросы. Однако Сон Санн применил жёсткие дисциплинарные меры и справился с ситуацией. KPNLAF продолжали боевые действия под политическим руководством KPNLF.

## Либеральный политик
В 1989 году начался вывод вьетнамских войск из Кампучии. Несмотря на продолжающиеся бои, вскоре завязались переговоры о политическом урегулировании. В октябре 1991 года в Париже было подписано мирное соглашение между правительством НРК и Национальным правительством Камбоджи (переименованное CGDK). Были достигнуты договорённости о проведении всеобщих выборов, восстановлении Королевства Камбоджа и возвращении на трон Нородома Сианука. В соответствии с мирным соглашением, в начале 1992 года началась демобилизация KPNLAF под контролем миротворческого контингента ООН.
После политического урегулирования и восстановления Королевства Камбоджа KPNLF преобразовался в Буддистскую либерально-демократическую партию, которую возглавил Сон Санн. Сак Сутсакан из-за персонального конфликта с Сон Санном основал альтернативную Либерально-демократическую партию. На выборах в мае 1993 года партия Сак Сутсакана получила 1,6 % голосов и не прошла в парламент. (Партия Сон Санна выступила несколько более успешно, полпотовцы в выборах не участвовали, а ФУНСИНПЕК Сианука одержал победу.)
В последние годы жизни Сак Сутсакан руководил своей партией. Был военным советником правительства Нородом Ранарита—Хун Сена, членом королевского военного совета.

## Кончина
Сак Сутсакан скончался от сердечной недостаточности в возрасте 66 лет. В выступлении по поводу кончины король Сианук охарактеризовал Сак Сутсакана как великого патриота и видного участника мирного процесса.
Сак Сутсакан был женат, имел четверых детей.